# Flederbachschlössl

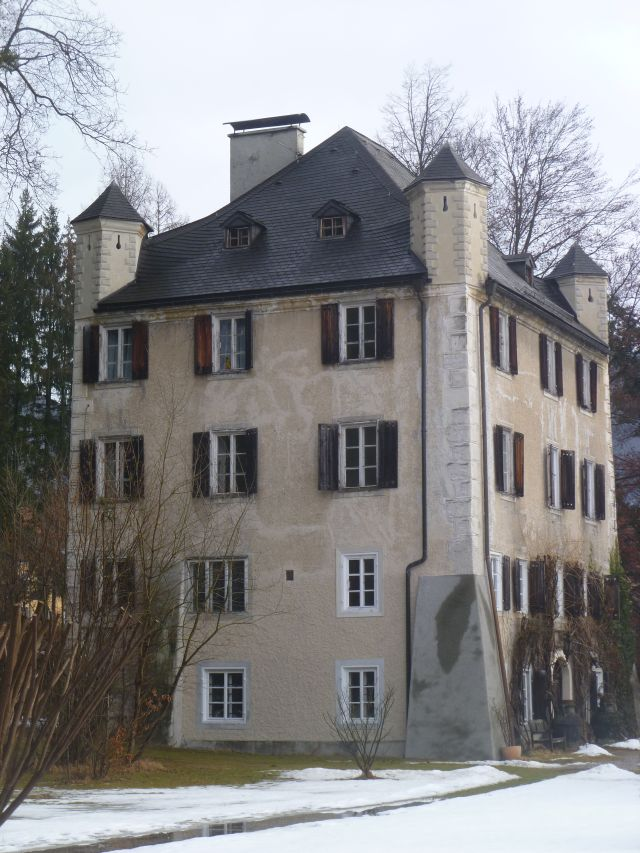
Flederbachschlössl

Das Flederbachschlössl ist ein spätmittelalterlicher Ansitz in Salzburg. Er befindet sich im Stadtteil Parsch in der Rettenpacherstraße/Aigner Straße.

## Geschichte
Das Gut Flederbach wurde 1360 erstmals urkundlich erwähnt. 1407 gehörte es dem Salzburger Bürger Kaspar Lawbinger. Der heutige Bau ist Mitte des 16. Jahrhunderts durch den Gasteiner Gewerken Martin Strasser errichtet worden und seitdem unverändert geblieben. 1611 bis 1652 war das Schlössl im Besitz des Salzburger Bürgermeisters Michael Paumann und ging dann ins Eigentum der Familie Feyertag über. Als weitere Eigentümer folgten Vinzenz Maria Süß (Direktor des Museums Carolino Augusteum), Carl Freiherr von Hock, Josef Ritter von Romanko und Wilhelm Freiherr von Verschuer. 1912 kaufte Heinrich Ferdinand von Habsburg-Lothringen das Anwesen; seitdem gehört es der Familie Habsburg-Toskana als Privateigentum und kann nicht besichtigt werden. Heinrich Ferdinands Enkel Ulrich Habsburg-Lothringen verbrachte hier zwei Schuljahre. 1970 wurde der englische Park für den Bau von Wohnblöcken verkleinert und teilweise verkauft.

## Beschreibung
Das Schloss Flederbach hat eine für Salzburger Landsitze typische Form und enthält typische Elemente des spätgotischen Stils. Auf rechteckigem Grundriss erhebt sich ein kompaktes Gebäude mit vier Geschoßen, das an den Ecken von wuchtigen Stützmauern gerahmt wird. Die Ecken des steilen Walmdachs betonen vier kleine Türme mit sechseckigem Grundriss und Pyramidendach, wie es für Ansitze des Inn- und Salzachtals üblich ist. Die Räumlichkeiten im Erdgeschoß und ersten Stock sind zum Großteil gewölbt (Tonnen mit Stichkappen), die Flachdecken der Obergeschoße sind teilweise mit Stuckrahmen verziert.

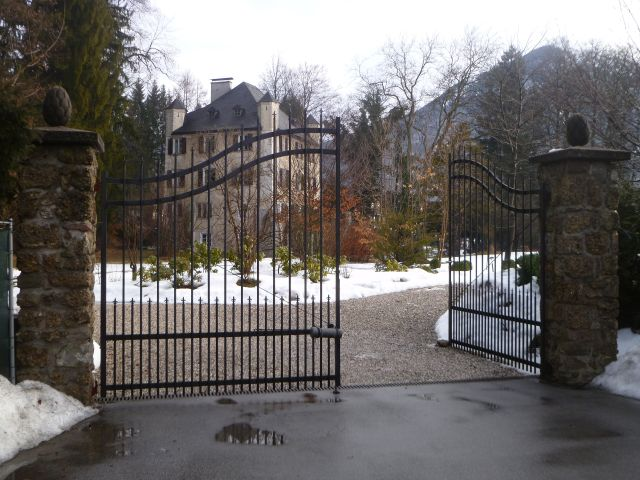
Blick von der Aigner Straße
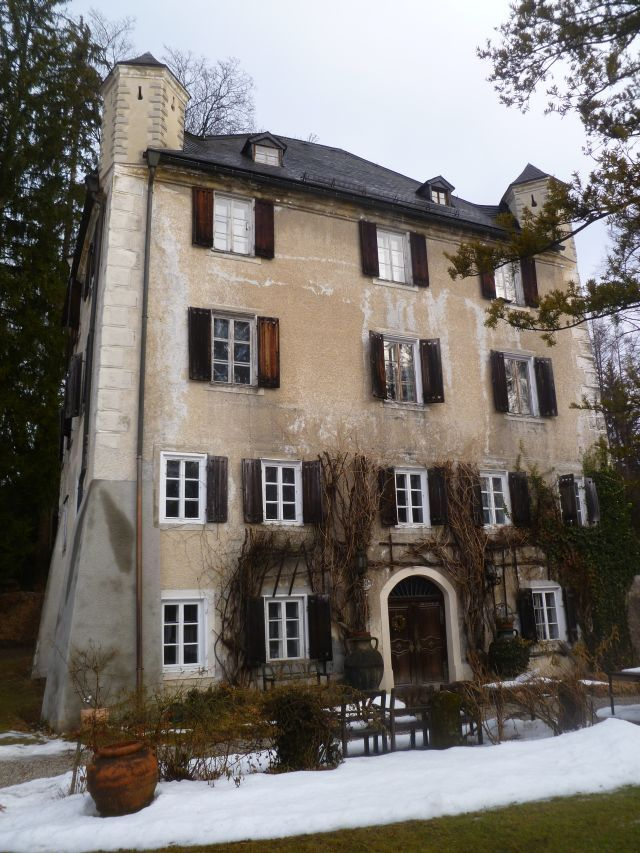
Frontansicht
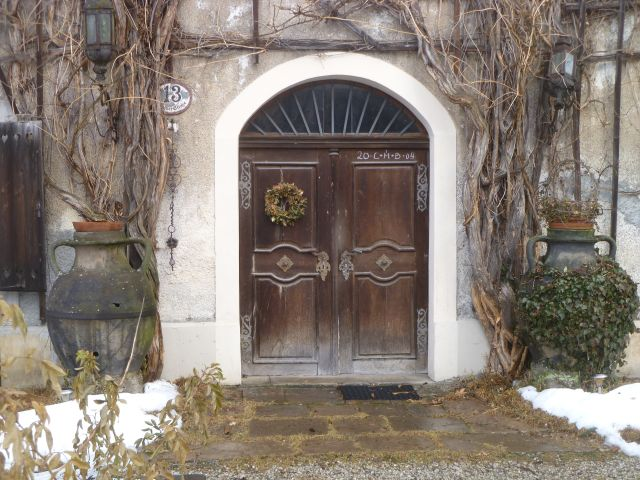
Eingangstor